# Euceriodes
Euceriodes é um género de traça pertencente à família Arctiidae.